# Лейквуд (Огайо)
Лейквуд (англ. Lakewood) — місто (англ. city) в США, в окрузі Каягога штату Огайо. Населення — 50 942 особи (2020).

## Географія
Лейквуд розташований за координатами 41°29′2″ пн. ш. 81°48′6″ зх. д. / 41.48389° пн. ш. 81.80167° зх. д. (41.483860, -81.801683).  За даними Бюро перепису населення США в 2010 році місто мало площу 17,34 км², з яких 14,33 км² — суходіл та 3,00 км² — водойми.

## Демографія
Згідно з переписом 2010 року, у місті мешкала 52 131 особа в 25 274 домогосподарствах у складі 11 207 родин. Густота населення становила 3007 осіб/км².  Було 28498 помешкань (1644/км²).
Расовий склад населення:
| - 87,5 % — білих - 6,4 % — чорних або афроамериканців - 1,9 % — азіатів - 0,3 % — корінних американців - 1,3 % — осіб інших рас |

До двох чи більше рас належало 2,7 %. Частка іспаномовних становила 4,1 % від усіх жителів.
За віковим діапазоном населення розподілялося таким чином: 19,6 % — особи молодші 18 років, 69,4 % — особи у віці 18—64 років, 11,0 % — особи у віці 65 років та старші. Медіана віку мешканця становила 35,4 року. На 100 осіб жіночої статі у місті припадало 96,6 чоловіків;  на 100 жінок у віці від 18 років та старших — 94,7 чоловіків також старших 18 років.
Середній дохід на одне домашнє господарство  становив 60 168 доларів США (медіана — 45 408), а середній дохід на одну сім'ю — 77 117 доларів (медіана — 62 835). Медіана доходів становила 47 749 доларів для чоловіків та 40 082 долари для жінок. За межею бідності перебувало 16,5 % осіб, у тому числі 23,3 % дітей у віці до 18 років та 12,9 % осіб у віці 65 років та старших.
Цивільне працевлаштоване населення становило 28 776 осіб. Основні галузі зайнятості: освіта, охорона здоров'я та соціальна допомога — 25,4 %, науковці, спеціалісти, менеджери — 12,5 %, мистецтво, розваги та відпочинок — 12,1 %, роздрібна торгівля — 11,8 %.